# Koče, Koče - Muta
Koče (nemško Kötschach) je naselje občine Koče - Muta v okraju Šmohor na Koroškem v Avstriji.